# Kanton Moulins-2
Der Kanton Moulins-2 ist ein französischer Wahlkreis im Département Allier in der Region Auvergne-Rhône-Alpes. Er umfasst den Ostteil der Stadt Moulins und 22 weitere Gemeinden in den Arrondissements Vichy und Moulins. Durch die landesweite Neuordnung der französischen Kantone wurde er 2015 neu geschaffen.

## Gemeinden
Der Kanton besteht aus 23 Gemeinden und Gemeindeteilen mit insgesamt 19.163 Einwohnern (Stand: 1. Januar 2022) auf einer Gesamtfläche von 594,09 km²:
| Gemeinde             | Einwohner 1. Januar 2022 | Fläche km² | Dichte Einw./km² | Code INSEE | Postleitzahl | Arrondissement |
| -------------------- | ------------------------ | ---------- | ---------------- | ---------- | ------------ | -------------- |
| Bert                 | 261                      | 24,15      | 11               | 03024      | 03130        | Vichy          |
| Bessay-sur-Allier    | 1.384                    | 34,60      | 40               | 03025      | 03340        | Moulins        |
| Chapeau              | 236                      | 33,42      | 7                | 03054      | 03340        | Moulins        |
| Châtelperron         | 132                      | 20,80      | 6                | 03067      | 03220        | Vichy          |
| Chavroches           | 262                      | 9,95       | 26               | 03071      | 03220        | Vichy          |
| Cindré               | 282                      | 22,63      | 12               | 03079      | 03220        | Vichy          |
| Gouise               | 220                      | 23,12      | 10               | 03124      | 03340        | Moulins        |
| Jaligny-sur-Besbre   | 556                      | 9,63       | 58               | 03132      | 03220        | Vichy          |
| La Ferté-Hauterive   | 260                      | 18,88      | 14               | 03114      | 03340        | Vichy          |
| Liernolles           | 199                      | 37,31      | 5                | 03144      | 03130        | Vichy          |
| Mercy                | 244                      | 28,80      | 8                | 03171      | 03340        | Vichy          |
| Montbeugny           | 645                      | 32,65      | 20               | 03180      | 03340        | Moulins        |
| Moulins              | 9.004                    | 1,47       | 6.125            | 03190      | 03000        | Moulins        |
| Neuilly-le-Réal      | 1.440                    | 46,97      | 31               | 03197      | 03340        | Moulins        |
| Saint-Gérand-de-Vaux | 395                      | 40,08      | 10               | 03234      | 03340        | Vichy          |
| Saint-Léon           | 533                      | 33,62      | 16               | 03240      | 03220        | Vichy          |
| Saint-Voir           | 201                      | 25,12      | 8                | 03263      | 03220        | Vichy          |
| Sorbier              | 321                      | 17,09      | 19               | 03274      | 03220        | Vichy          |
| Thionne              | 282                      | 26,96      | 10               | 03284      | 03220        | Vichy          |
| Toulon-sur-Allier    | 1.171                    | 38,69      | 30               | 03286      | 03400        | Moulins        |
| Treteau              | 517                      | 31,28      | 17               | 03289      | 03220        | Vichy          |
| Trézelles            | 393                      | 18,14      | 22               | 03291      | 03220        | Vichy          |
| Varennes-sur-Tèche   | 225                      | 18,73      | 12               | 03299      | 03220        | Vichy          |
| Kanton Moulins-2     | 19.163                   | 594,09     | 32               | 0314       | –            | –              |

1. ↑   Nur der südliche Teil der Gemeinde, der Rest gehört zum Kanton Moulins-1.

## Politik
| Vertreter im Départementsrat | Vertreter im Départementsrat | Vertreter im Départementsrat |
| Amtszeit                     | Namen                        | Partei                       |
| ---------------------------- | ---------------------------- | ---------------------------- |
| 2015–2021                    | Jean Laurent Nicole Tabutin  | DVD                          |
| 2015–                        | Jean Laurent Nicole Tabutin  | DVD                          |